# Juegos Florales Escolares Nacionales de Nivel Medio
Certamen literario nacido en 1992 conocido también como Juegos Florales auspiciado por la Escuela Normal Rural n.º 1 "Dr. Pedro Molina" en La Alameda, Chimaltenango (Guatemala) orientado especialmente a la promoción y desarrollo de jóvenes baluartes de las letras que durante quince años convocó a estudiantes del Nivel Medio (básicos y diversificado) y que además editó en antologías los trabajos ganadores en cada justa bajo el mismo nombre.

## Historia
El 21 de agosto de 1992 en las instalaciones de la Escuela Normal "Dr. Pedro Molina" y por iniciativa del profesor Axel Rigoberto Mendoza Irungaray ven la luz de las artes los Juegos Florales Escolares Nacionales de Nivel Medio con el objetivo de ser una plataforma firme en la promoción y reconocimiento del creciente talento de jóvenes y señoritas que aún cursaban en algún establecimiento educativo público o privado el Nivel de Educación media a nivel nacional, galardonándoles en una ceremonia especial en fechas cercas a la primera edición durante quince años.
La idea surge dentro de las aulas de la escuela con el impulso del entonces profesor del curso de literatura Axel Irungaray y que involucara a estudiantes de la Carrera de Magisterio, el apoyo de otros catedráticos y autoridades del establecimiento, el patrocinio de exalumnos, autoridades gubernamentales y el aporte indispensable de la editorial Oscar de León Palacios a través de su presidente Humberto de León Castillo quienes mantuvieron su patrocinio desde 1992 hasta 1996 tiempo en el que publicaron libros de las primeras ediciones que contenían los trabajos ganadores.
Luego, a partir de 1997 da su apoyo José Alenadro León Pérez y Jorge Alejandro Coloma García a través de la casa Editora Educativa que mantuvo con vida diez años más.
En cada año se elegía a un padrino, una directiva que la conformaban alumnos y docentes de la escuela normal, una musa y personajes homenajeados.

## Las Publicaciones
La editorial Oscar de León Palacios se encargó de iniciar la publicación de la recopilación de las obras ganadoras uno por cada certamen desde su inicio hasta 1996, un año más tarde sería la Editora Educativa quienes copilaran el resto reuniendo dos certámenes en cada libro.
El tiraje por cada edición fue de dos mil ejemplares los cuales se distribuían de manera gratuita y que se les entregó a ganadores, autoridades, centros educativos y bibliotecas de todo el país, lo que constituyó un gran esfuerzo y dio mayor mérito a los ganadores, sin embargo no todos los Juegos Florales tienen su versión impresa.

## Las Bases
Las bases fueron entregadas a cada departamento del país a través de voluntarios y alumnos quienes llevaban éstas a las escuelas y colegios. Tales eran humildementen fabricadas en los laboratorios de la institución educadora y posteriormente por la Editora Educativa.
Esto permitió que en cada rama se recibieran un promedio de doscientos trabajos que provenían de muchos rincones del país. Eran presentados en sobres con plica y en triplicado firmados con un pseudónimo.

## La Premiación
En el mes de agosto, siguiendo la tradición de las primeras veces, en una ceremonia realizada en los salones de la escuela  Pedro Molina recibiendo en esta el premio que consistía en un diploma, una medalla y un monto en efectivo (teniendo algunas variaciones) según los donativos y cantidades reunidas para los tres primeros lugares de cada rama y en varias ocasiones y debido a la calidad de las obras, el jurado decidía hacer una mención honorífica el cual también recibía diploma y medalla y en ocasiones el efectivo.
Dentro de los actos se mezclaba la música autóctona con la marimba que era interpretada por la estudiantina de la cede, el talento artístico jovenil, la poesía, la belleza femenina por medio de la Musa de los Juegos Florales, acto al cual, asistía una serie de personalidades, así como alumnado, docentes e invitados.

## Ramas y Jurado
El jurado era de la más alta calidad con personalidades de las letras nacionales como el periodista y escritor Juan Antonio Canel o el premiado Humberto Akabal, teniendo tres eminencias en cada rama.
Desde el principio se podía participar en cuento o poesías, luego se incluyó la rama de leyenda y finalmente se consideró incluir la rma de cuento en idioma kaqchikel.

## Letras y Belleza
Dentro del certamen se elegía a la belleza femenina bajo el título de Musa de los Juegos Florales donde participaban señoritas de diferentes establecimientos del país y era elegida en el transcurso del acto de premiación. Algunas musas fueron: en los I Juegos Florales Mirna Lucrecia Salazar Castillo, en los XIII Ileana del Rosario Trujillo Morales y en los XV Julia Gabriela Martínez Torres.

## Experiencias
- Se constituyó que cada año, los alumnos estudiantes del primer grado de la Carrera de Magisterio fueran los organizadores y culminadores del certamen, lo cual dio a estos jóvenes su primera gran experiencia y que nunca dejaron nada que desear.

- Vania Isabel Vargas Morales originaria de Quetzaltenango, fue la única ganadora en tres ocasiones consecutivas en 1993,1994 y 1995.

- La rama de cuento en idioma materno kaqchikel fue declarado desierto porque no se recibió ningún trabajo.

- Durante  la elección de musa de los XV Juegos Florales todas las participantes tenían quince años.

- En la XIV edición el trabajo ganador del tercer puesto en rama de poesía carecía de identidad lo cual según las bases le descalificaba, sin embargo fue incluido en la versión impresa debido a su calidad y sentimiento literario.